# Назаров, Пётр Михайлович (конструктор)
Пётр Михайлович Назаров — заместитель главного конструктора ЦАКБ, дважды лауреат Сталинской премии (1943, 1946).
Годы жизни пока не выяснены, приблизительно 1905-1970. Образование высшее.
С 1934 г. работал вместе с В. Г. Грабиным на заводе № 92 в г. Горький (Горьковский машиностроительный завод), с июня 1938 года начальник технического отдела. С марта 1941 года, когда на заводе был создан Отдел главного конструктора — третий заместитель начальника ОГК. Курировал подотделы, разрабатывавшие технологии по каждой группе орудия. В его ведении планирование и размещение оборудования.
С августа 1942 года — помощник главного конструктора Центрального артиллерийского конструкторского бюро (ЦАКБ) В. Г. Грабина, г. Калининград Московской области. В этот период были созданы:
- пехотные пушки: 76-мм пушки образца 1936 года (Ф-22), образца 1939 года (УСВ) и дивизионная пушка образца 1942 года ЗИС-3, 57-мм пушка образца 1941 года (ЗИС-2), 100-мм полевая пушка образца 1944 года (БС-3).
- танковые пушки: 76,2-мм танковые пушки Ф-32, Ф-34, ЗИС-5 для вооружения среднего танка Т-34-76 и тяжёлого танка KB-1, самоходная установка ЗИС-30 с 57-мм пушкой ЗИС-2 (ЗИС-4), а также 76,2-мм пушка ЗИС-3, которая устанавливалась на лёгких самоходных установках СУ-76 и СУ-76М. Были разработаны и испытаны опытные образцы танковых пушек: 37-мм пушки ЗИС-19, 76,2-мм пушки С-54, 85-мм пушек С-18, С-31, С-50, С-53, ЗИС-С-53, 100-мм пушки С-34, 107-мм пушки ЗИС-6, 130-мм пушки С-26, 122-мм гаубицы С-41.

С марта 1957 года после возвращения Грабина в ЦНИИ-58 (бывшее ЦАКБ) руководил созданным в этом институте СКБ-8 (проектирование и изготовление нового реактора УФФА). С сентября 1959 года, когда коллектив ЦНИИ-58 влился в ОКБ-1, возглавляемый им СКБ-8 был преобразован в отдел.
Сталинская премия I степени (1943) — за разработку новых образцов артиллерийского вооружения.
Сталинская премия I степени (1946) — за создание нового образца артиллерии.
Награждён орденами Трудового Красного Знамени (05.08.1944) и Отечественной войны II степени (18.11.1944).